# Villaricos

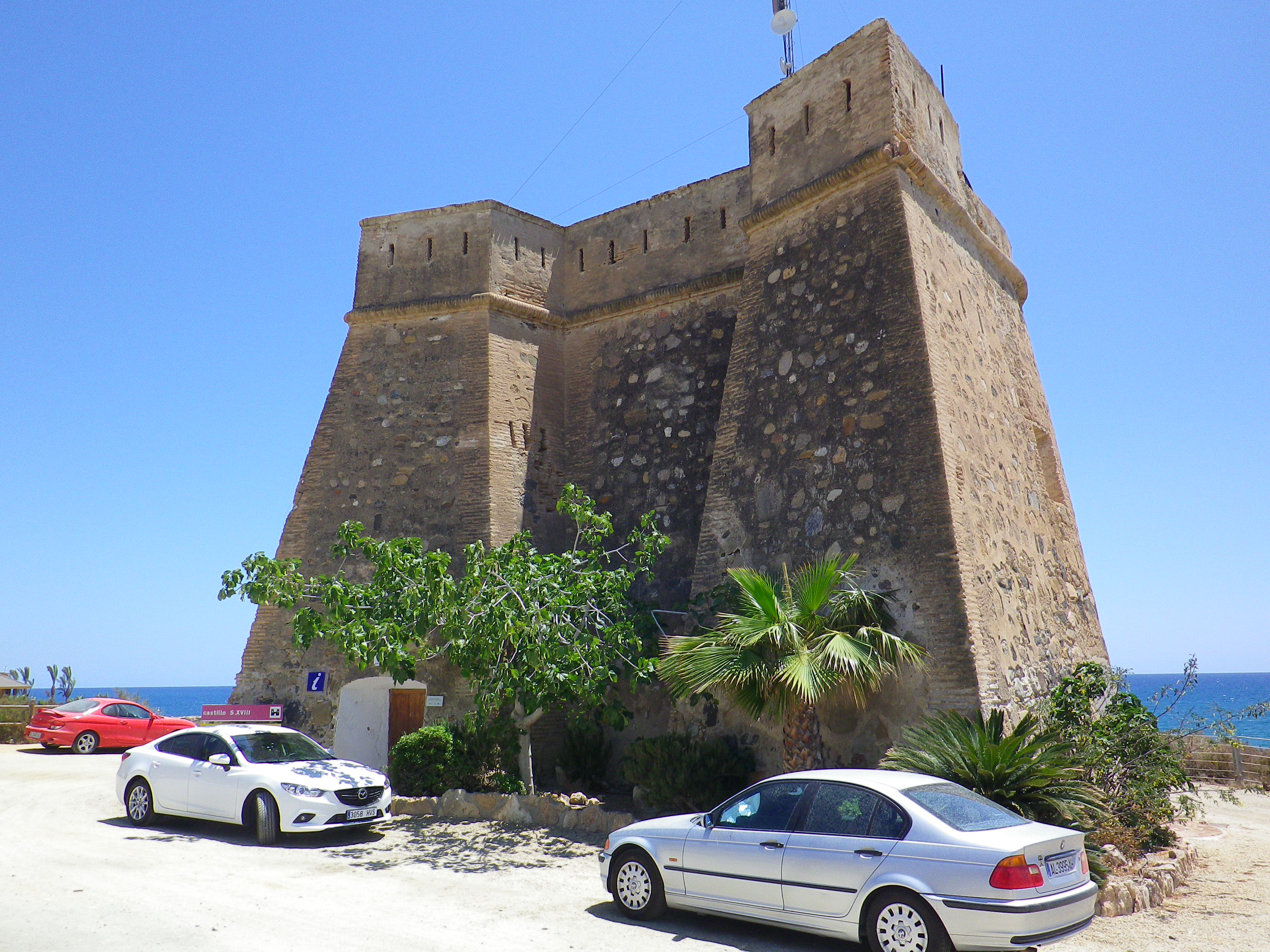
Vista del Castillo de Villaricos.

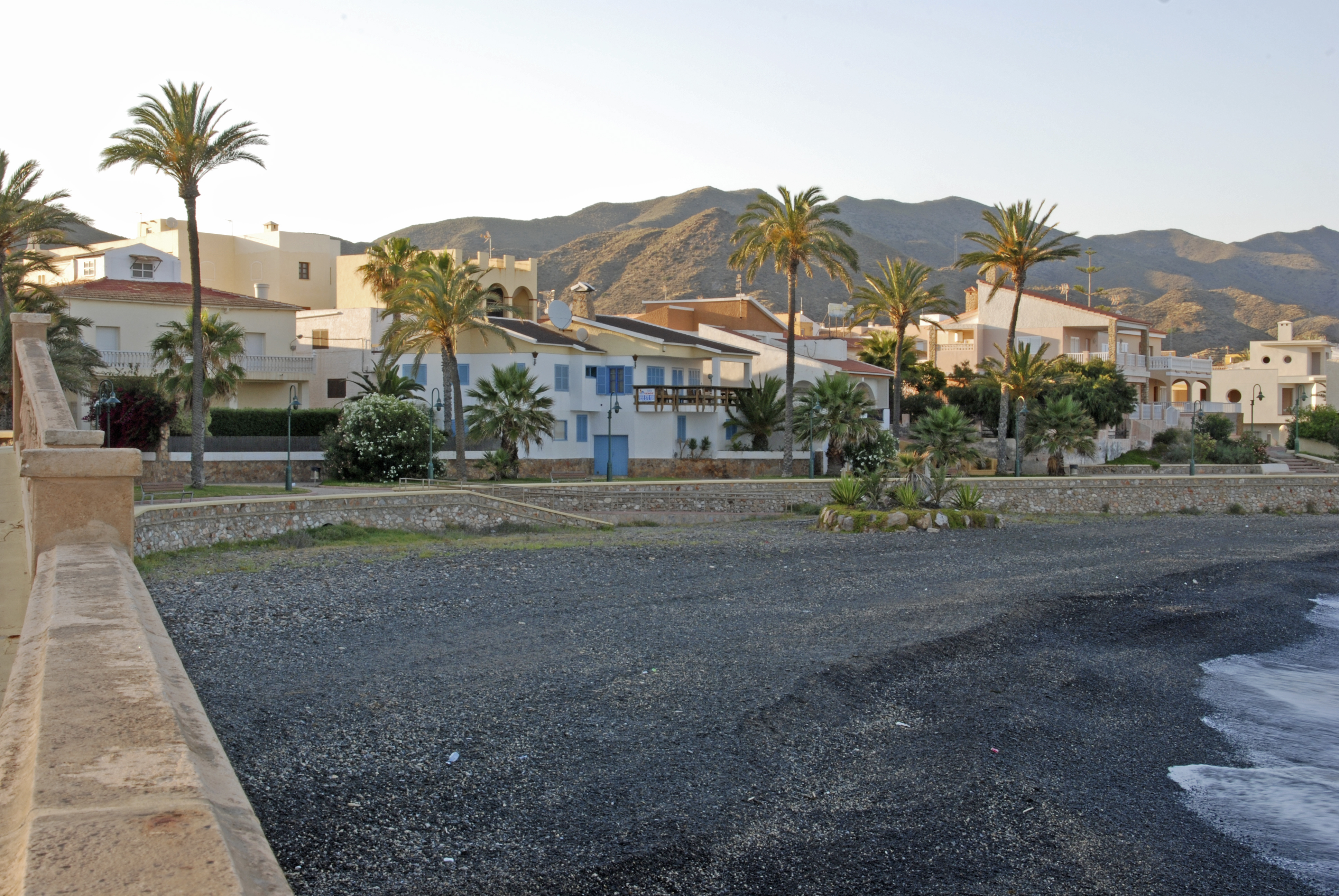
Cala Verde, en Villaricos.

Villaricos es una localidad y pedanía española perteneciente al municipio de Cuevas del Almanzora, en la provincia de Almería. Está situada en la parte oriental de la comarca del Levante Almeriense. En plena costa mediterránea, cerca de esta localidad se encuentran los núcleos de Palomares, Vera-Playa, Las Rozas, Las Herrerías y El Arteal. En Villaricos desemboca el río Almanzora.
Se trata del principal centro turístico del municipio cuevano, rodeado de parajes naturales como la Sierra Almagrera o las islas de Terreros y Negra. En el mes de agosto se celebra el festival de música electrónica Dreambeach Villaricos. Cuenta con dos pequeños puertos: el de Villaricos y el puerto deportivo de la Esperanza.

## Historia

### Baria

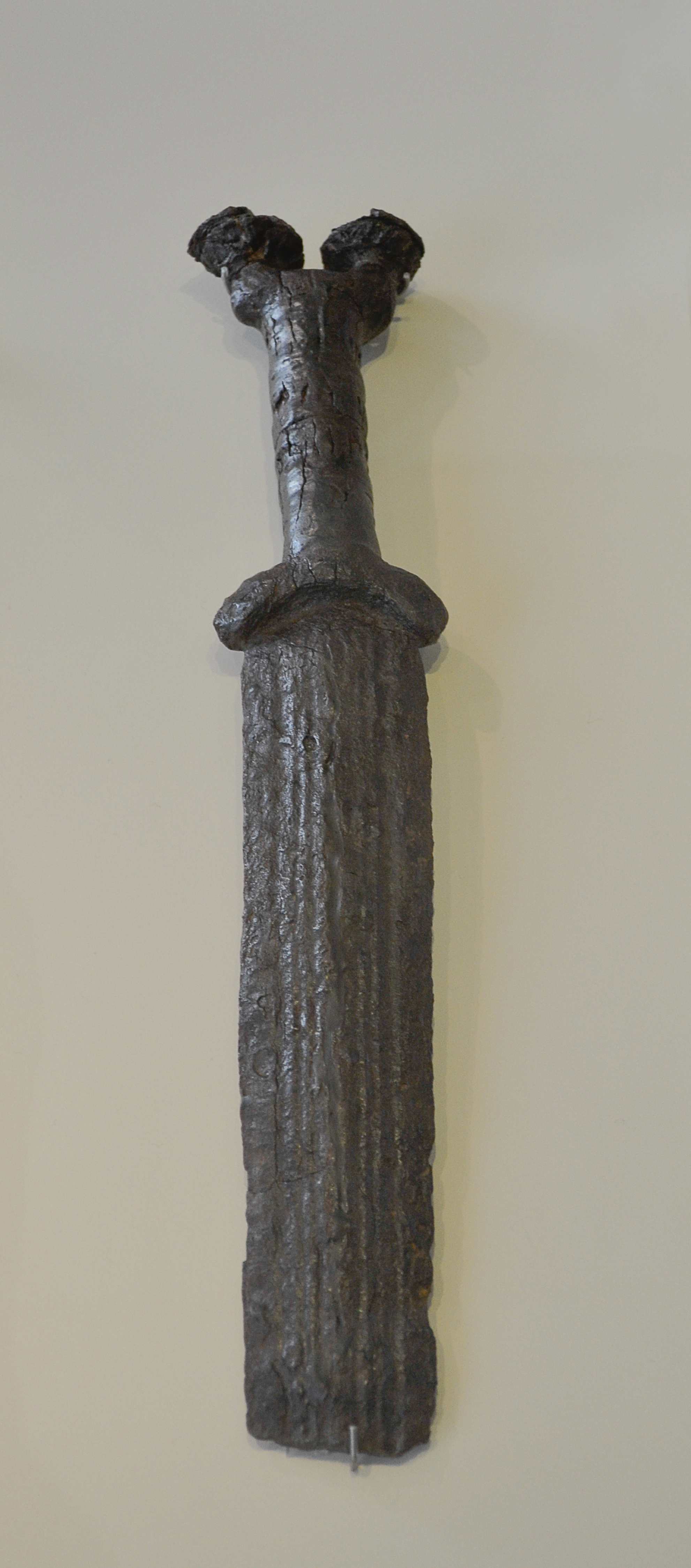
Espada de antenas íbera. Necrópolis de Villaricos (siglos -) Museo Arqueológico Nacional

En Villaricos se encuentran los yacimientos arqueológicos de Baria, una de las poblaciones más antiguas del sur de la península ibérica, cuyo poblamiento parece iniciarse en el siglo VII a. C. por lo que se considera la población más oriental de Andalucía de fundación fenicia. En época imperial romana sería una civitas, al igual que Abdera, Murgi, Urci, Abra y Tagili. Sin embargo, gracias a los hallazgos arqueológicos de la necrópolis y de monedas se puede atestiguar que se mantuvieron en el siglo II a. C. algunas pautas culturales fenicio púnicas como son los ritos funerarios y la lengua fenicia. Plinio en su Historia Natural nombra a Baria y Urci como las ciudades de la costa que pertenecen a la Bética (III, 4,19) y en el siglo I obtuvo el estatus de municipio de derecho latino (municipum). A partir de la crisis del siglo III la población se fortifica. Entre sus restos cabe mencionar las cinco áreas arqueológicas diferenciadas: la ciudad fenicia al noreste, la ciudad romana al sur, la necrópolis al norte, el área industrial de salazones de pescado en la zona costera del sureste y el poblamiento tardorromano del cerro de Montroy, en la primera elevación montañosa de Sierra Almagro. Tras catorce siglos de poblamiento se abandonó totalmente a finales del siglo VII o siglo VIII, época emiral.
A mediados del siglo XIX el Diccionario Geográfico Estadístico de Madoz da testimonio de la existencia de hallazgos arqueológicos. En 1897 llegó a Cuevas del Almanzora el padre dominico Paulino Quirós, profesor e historiador, que en sus investigaciones arqueológicas halló piezas arqueológicas e inscripciones identificando restos de Baria, ofreciendo después una conferencia en Madrid para la divulgación de los hallazgos. Entre 1890 y 1910 el arqueólogo Luis Siret realizó las excavaciones de la necrópolis y otras zonas del yacimiento y publicó los resultados de sus estudios, incluida una interpretación topográfica del sitio arqueológico de Baria. Durante el siglo XX no se producen trabajos para completar el conocimiento de la población y en los años 60 se declara Monumento Nacional para parar su destrucción. A partir del último tercio del siglo XX existen nuevas investigaciones de María José Almagro, Manuel Fernández Miranda o José Luis López Castro, Catedrático de la Universidad de Almería. En 1995 la Consejería de Cultura de la Junta de Andalucía redacta un Plan Especial de Protección. Sin embargo, la incapacidad de la administración local o la iniciativa privada para convertir la investigación y divulgación del sitio arqueológico en una fuente de ingresos sostenible y recurrente supone que la presión urbanística sea una continua amenaza para Baria.
La colección Luis Siret se encuentra Museo Arqueológico Nacional, donde también se encuentran los hallazgos investigados en el siglo XX por Miriam Astruc. Señalar además el material procedente de Baria en el Museo de Almería.

## Demografía
Según el Instituto Nacional de Estadística de España, en el año 2019 Villaricos contaba con 670 habitantes censados, lo que representa el 4,76% de la población total del municipio.

### Evolución de la población
| Gráfica de evolución demográfica de Villaricos entre 2009 y 2019 |
|                                                                  |
| Datos según el nomenclátor publicado por el INE.                 |

## Comunicaciones

### Carreteras
Las principales vías de comunicación que transcurren por esta localidad son:
| Identificador | Denominación         | Itinerario                         |
| ------------- | -------------------- | ---------------------------------- |
| AL-7107       | De A-370 a la A-332  | Las Marinas - San Juan de Terreros |
| AL-8106       | De AL-7107 a AL-8105 | Villaricos - Las Herrerías         |

Algunas distancias entre Villaricos y otras ciudades:
| Ciudades             | Distancia (km) |
| -------------------- | -------------- |
| Vera                 | 12             |
| Cuevas del Almanzora | 14             |
| Almería              | 95             |
| Murcia               | 129            |
| Granada              | 212            |

## Servicios

### Sanidad
Villaricos pertenece a la zona básica de salud de Cuevas del Almanzora, en el distrito sanitario del Levante-Alto Almanzora. El pueblo cuenta con un consultorio médico situado en el paseo Marítimo s/n.

### Educación
Cuenta con un centro educativo:
| Denominación genérica | Nombre del centro    | Naturaleza | Dirección           |
| --------------------- | -------------------- | ---------- | ------------------- |
| Colegio público rural | CPR Sierra Almagrera | Público    | C/ Grupo Escolar, 5 |